# Американо-ивуарийские отношения
Американо-ивуарийские отношения — двусторонние дипломатические отношения между Соединёнными Штатами Америки (США) и Кот-д’Ивуаром. Кот-д’Ивуар — одна из наиболее проамериканских стран в Африке и в мире: 85 % положительно относились к США в 2002 году, а в 2007 году этот показатель вырос до 88 %.

## История
В конце 1980-х годов отношения Кот-д'Ивуара с США были крепкими, хотя и менее близкими, чем его связи с бывшей метрополией Францией. В середине 1980-х Кот-д'Ивуар был одной из самых лояльных африканских стран, поддерживавших Соединённые Штаты в Генеральной Ассамблее Организации Объединённых Наций. Кот-д'Ивуар поддерживал политику Соединённых Штатов по Чаду, Западной Сахаре, южной части Африки и Израилю. Правительство Кот-д'Ивуара решительно одобрило политику Соединённых Штатов против лидера Ливии Муаммара Каддафи, особенно в свете слухов о том, что ливийцы в Буркина-Фасо вербуют и обучают агентов для проникновения в Кот-д'Ивуар. Государственный секретарь США Джордж Шульц посетил Абиджан в 1986 году после визита президента Феликса Уфуэ-Буаньи в Вашингтон в 1983 году.
Соединённые Штаты продолжали оставаться ведущим торговым партнёром Кот-д'Ивуара после Франции. Во время холодной войны политики в Вашингтоне продолжали указывать на Кот-д'Ивуар как на образец успешного капитализма, даже несмотря на то, что внешний долг Кот-д'Ивуара вышел из-под контроля. Обладая благоприятным имиджем в Соединённых Штатах, Феликс Уфуэ-Буаньи косвенно критиковал эту страну, указывая на систему международной торговли, которую США недвусмысленно поддерживали и называл их ответственными за экономические трудности беды его страны.

## Дипломатические представительства
- США имеет посольство в Абиджане[3].
- Кот-д’Ивуар имеет посольство в Вашингтоне[4].